# Skupina Schill

Vlajka SS (Schutzstaffel)

Úderná skupina SS "Schill" (německy: SS-Panzergrenadier Regiment "Schill" nebo Kampfgruppe Schill) byla vojenská jednotka, součást nacistických vojsk, které zasáhly proti SNP. Jejím velitelem byl generálporučík Carl von Pückler-Burghauss, později Otto Klotz.
Kampfgruppe byla pojmenována po pruském vůdci protinapoleonské revolty Ferdinandovi von Schill.

## Historie
Skupina "Schill" byla vytvořena 26. srpna 1944 C. F. von Pükler-Burghaussem, z iniciativy Karla H. Franka z jednotek Waffen SS, které byly umístěny v tehdejším protektorátu. Skládala se ze tří praporů. Disponovala samohybným dělostřelectvem, obrněnými vozidly a celkem asi 2200 až 3000 muži. Jednotka se skládala z instruktorů a vybraných nejvycvičenějších frekventantů z výcvikových táborů v protektorátu. 1. prapor skupiny Schill, kterému velel bývalý příslušník 1. divize SS Leibstandarte Adolf Hitler SS-Hauptsturmführer Hans Kettgen, byl nejkvalitnější německou jednotkou nasazenou proti povstání.
Její první část přišla do Bratislavy v noci z 31. srpna na 1. září 1944, do rána následujícího dne odzbrojila bratislavskou vojenskou posádku. Velení městské posádky nebylo schopné urychleně jednat a nakonec poslechlo Tisův rozkaz a přikázalo vojákům složit zbraně. Skupina Schill se po jejím odzbrojení přesunula do Nitry, kde začala její bojová činnost proti povstalcům na středním Slovensku. Její součástí se stal pěší prapor o síle 725 mužů sestavený z nejspolehlivějších vojáků nitranské posádky – ta zůstala věrná prezidentu Jozefu Tisovi a nové vládě Štefana Tisa (vzdálený příbuzný prezidenta), proto nebyla Němci odzbrojena. Později se tato posádka spolu s loajálními zbytky jiných jednotek stala jádrem Domobrany, nové slovenské armády, která měla zpočátku asi 8 600 mužů. Další slovenskou armádní jednotkou, bojující proti SNP, byla motorizovaná baterie se čtyřmi kanóny vz. 35, ráže 105 mm, která se stala součástí nově vzniklé německé 178. divize pancéřových granátníků Tatra. Později to byla 1. motorizovaná baterie dělostřeleckého pluku Domobrany, dislokovaná v Trnavě. Dále proti SNP bojovaly Pohotovostní oddíly Hlinkovy gardy (PO HG). V září 1944 byly sestaveny 3 polní prapory, 6 polních rot a 38 pohotovostních skupin o celkové síle 5 000 mužů. Z toho bylo 7 protipartyzánských jednotek (Edelweiss, Snežienka, Jozef, ZbV 7, ZbV 15, ZbV 27 a ZbV 29), které měly celkem 2 568 mužů.